# Truyện kể Heike
Bình Gia truyện (平家物語 (Bình Gia Vật Ngữ) Heike Monogatari) là một tác phẩm văn học thuộc thể loại sử thi của Nhật Bản được sáng tác vào khoảng năm 1330, nói về cuộc nội chiến tranh giành quyền lực của gia tộc Taira và gia tộc Minamoto nhằm giành quyền cai trị đất nước Nhật Bản trong Chiến tranh Genpei diễn ra vào cuối thế kỷ 12 (1180–1185). Từ "Heike" (平家, Bình gia) có liên quan mật thiết đến chữ "Taira" (平), trong đó, chữ"hei" là cách đọc on'yomi của kí tự Hán ngữ đầu tiên và chữ "ke" (家) có nghĩa là "gia đình". Chúng ta cần lưu ý rằng, trong thời kỳ Chiến tranh Genpei, từ "hei" được đọc thành "pei" và chữ "gen" (源) là ký tự Hán ngữ đầu tiên dùng để chi gia tộc Minamoto (tương tự với chữ "Genji" là ký tự phát âm theo kiểu on'yomi, ví dụ như tên nhân vật trong Truyện kể Genji) và cũng là ký tự chữ Hán dùng để ám chỉ gia tộc.

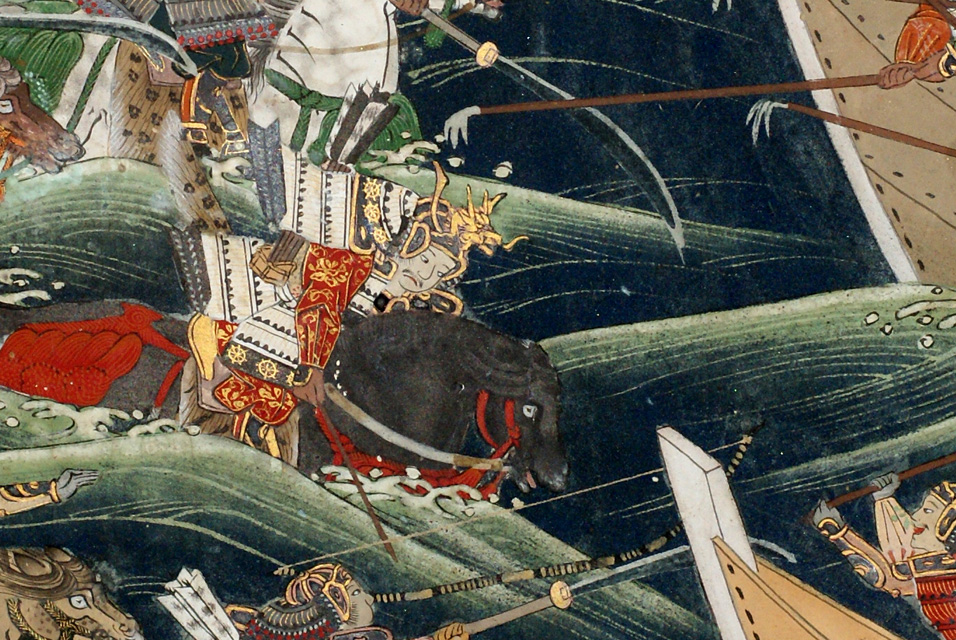
Một bức tranh mô tả chi tiết các cảnh trong Bình gia truyện.

Tác phẩm đã được dịch sang tiếng Anh ít nhất 5 lần, lần đầu được dịch bởi Arthur Lindsay Sadler vào năm 1918–1921. Một bản dịch hoàn chỉnh dài gần 800 trang đã được xuất bản bởi Hiroshi Kitagawa & Bruce T. Tsuchida vào năm 1975. Một bản dịch khác của Helen McCullough đã được xuất bản vào năm 1988. Một bản dịch rút gọn của Burton Watson đã được xuất bản vào năm 2006. Vào năm 2012,  Royall Tyler đã hoàn thành bản dịch riêng của ông, đồng thời lồng ghép quan điểm chú trọng đến thể thức trình bày của tác phẩm nguyên gốc.
Tiểu thuyết gia lịch sử Eiji Yoshikawa đã xuất bản phiên bản kết xuất văn xuôi của tác phẩm trên tờ báo Asahi Weekly vào năm 1950 với tiêu đề là Tân truyện Heike (Shin Heike Monogatari).

## Nghi vấn tác giả
Người ta cho rằng Bình gia truyện không có khả năng được sáng tác bởi một cá nhân đơn lẻ nào.  Giống như hầu hết các tác phẩm sử thi khác, tác phẩm là kết quả của sự chắp vá các câu chuyện dân gian truyền miệng được minh họa qua những tấm thẻ biwa được gọi là biwa hōshi.
Nhà sư Yoshida Kenkō (1282–1350) đã đưa ra giả thuyết về tác giả của tác phẩm trong  ấn phẩm Tsurezuregusa nổi tiếng của ông, được viết vào năm 1330. Theo lời Kenkō thì "Cựu Thống đốc vùng Shinano là Yukinaga, đã viết Bình Gia truyện (Heike monogatari) và yêu cầu một người đàn ông mù tên Shōbutsu tụng nó như một bài thánh ca". Ông cũng đề cập đến mối quan hệ mật thiết giữa những lá bài biwa và người đàn ông mù đó , vốn là một "tín đồ bẩm sinh của các văn kiện tôn giáo", và là người đã gửi cho Yukinaga "những thông tin ông ta sưu tầm được từ các samurai, từ cách họ cúi đầu, cho đến những chiến thuật của họ khi ở trên lưng ngựa. Yukinaga đã viết nó sau khi được cung cấp nhưng thông tin này".
Một trong những điểm mấu chốt trong giả thuyết này là ngôn ngữ viết trong tác phẩm. Chúng chính là sự kết hợp hóc búa giữa Hán ngữ và Nhật ngữ (wakan konkō shō), và được sáng tác trong nhiều ngày bởi duy nhất một tăng lữ có học thức như Yukinaga. Tuy nhiên, cuối cùng ta vẫn phải kết luận rằng, tác phẩm là thành quả của một quá trình dài thu thập các câu chuyện dân gian truyền miệng, cá nhân sáng tác ra nó không thể xác định một cách chính xác; có lẽ Yukinaga là người đầu tiên và duy nhất biên soạn lại kiệt tác văn học này dưới dạng văn học viết. Bên cạnh đó, với việc những mẩu chuyện trong đó được trình bày dưới dạng các thể thức khác nhau, mặc dù không mang nhiều ý nghĩa nhưng điều đó cho ta thấy rằng, đây là một tác phẩm mang tính chất sưu tầm hơn là do một cá nhân sáng tác.

### Trọng tâm, các phần cấu thành và sức ảnh hưởng

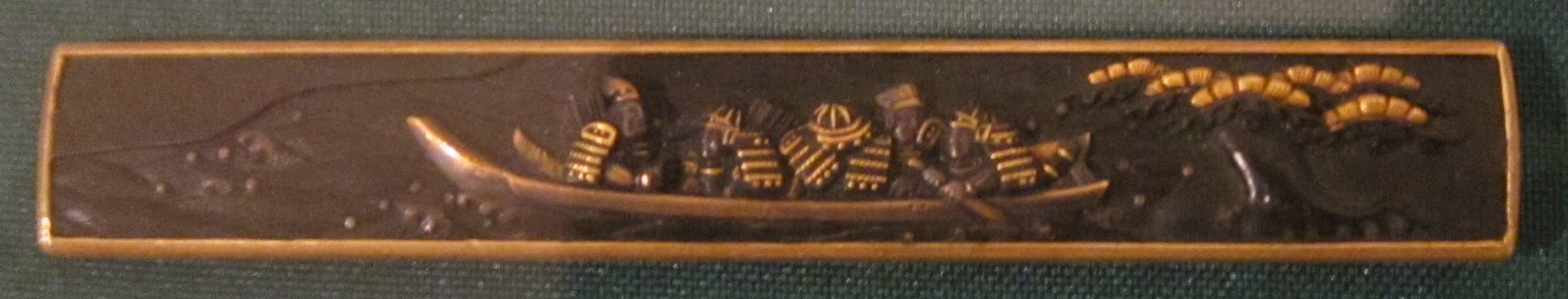
Knife handle (kozuka) from matching seven-piece set of sword fittings with scenes from The Tale of Heike

## Cốt truyện

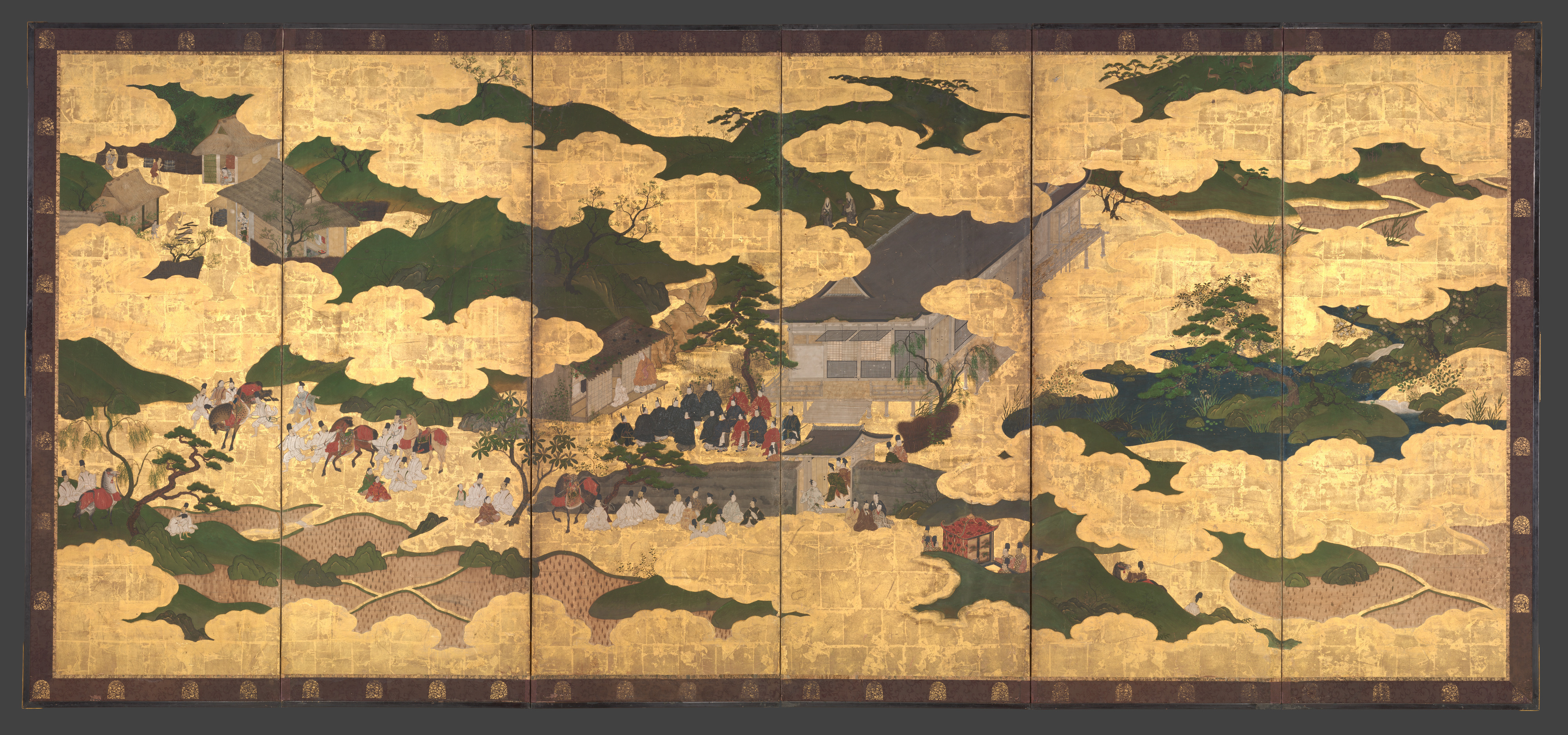
"Kogō" và "Cuộc đón rước hoàng tộc đến Ōhara"

### Chương 11

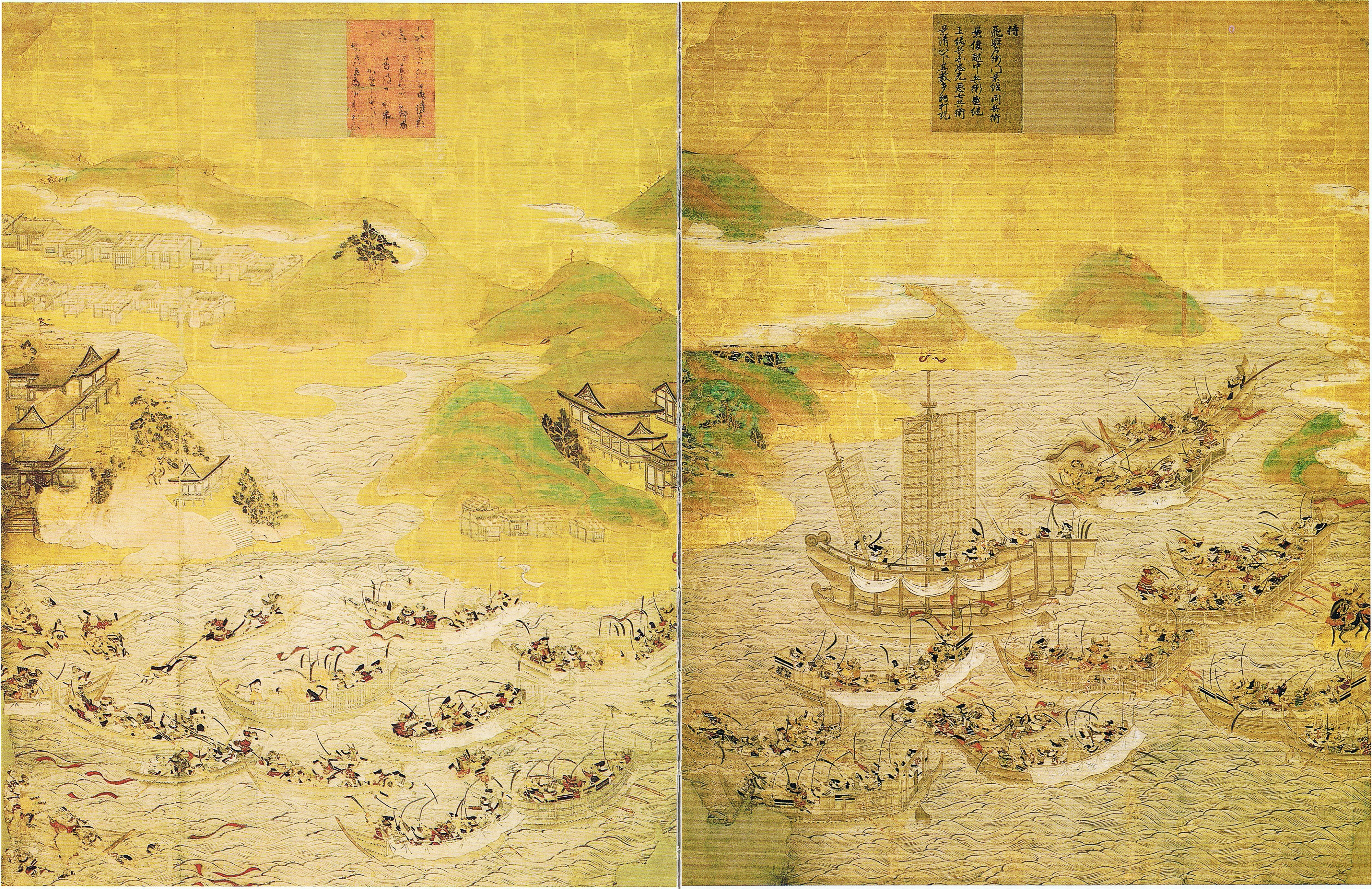
Trận Dan-no-ura (1185)